# Arachnocampa luminosa
Arachnocampa luminosa es una especie de mosquito del género Arachnocampa, de la familia Keroplatidae, orden Diptera.

## Distribución
Se distribuye por Oceanía: Nueva Zelanda.

## Taxonomía
Fue descrita por Skuse en 1891 y publicada en Skuse, F.A.A. 1891. Description of a luminous dipterous insect (fam. Mycetophilidae), from New Zealand. Proceedings of the Linnean Society of New South Wales (2) 5: 677-679.